# Арагон (село)
Арагон (фр. Aragon) је насељено место у Француској у региону Лангдок-Русијон, у департману Од.
По подацима из 2011. године у општини је живело 414 становника, а густина насељености је износила 20,14 становника/km².

## Демографија
| 1962. | 1968. | 1975. | 1982. | 1990. | 2011. |
| ----- | ----- | ----- | ----- | ----- | ----- |
| 334   | 304   | 306   | 374   | 389   | 414   |